# Saint-Étienne-du-Bois, Ain
Saint-Étienne-du-Bois là một xã ở tỉnh Ain, vùng Auvergne-Rhône-Alpes thuộc miền đông nước Pháp.